# هيلين ديفيز
هيلين ديفيز (29 يوليو 1966 - ) (بالإنجليزية: Helen Davies)‏ هي لاعبة كريكت جنوب أفريقية.

## وصلات خارجية
- هيلين ديفيز على موقع إي آس بي آن كريك إنفو (الإنجليزية)